# Metriotes insularis
Metriotes insularis är en fjärilsart som beskrevs av Thomas Vernon Wollaston 1858. Metriotes insularis ingår i släktet Metriotes och familjen säckmalar. Inga underarter finns listade i Catalogue of Life.